# ジョージ4世 (イギリス王)
ジョージ4世（英語: George IV、1762年8月12日 – 1830年6月26日）は、イギリス、ハノーヴァー朝の国王（在位：1820年1月29日 - 1830年6月26日）。ハノーファー王国の国王ゲオルク4世（ドイツ語: Georg IV.）でもあった。父はジョージ3世、母はその妃シャーロット。妃はブラウンシュヴァイク＝ヴォルフェンビュッテル公カール・ヴィルヘルム・フェルディナントの次女キャロライン（ドイツ名カロリーネ）。1811年から即位するまで、父の精神疾患により摂政王太子として統治した。
ジョージ4世の摂政時期とその治世下では19世紀に確立されたパクス・ブリタニカの基礎が築かれていたが、ジョージ4世の行動は無責任で利己的かつ常に取り巻きの寵臣の影響下にあると見做されていた。ジョージ4世は贅沢な生活を送り、新しい形のレジャー、スタイル、趣味のパトロンになり、ジョージ・ブランメルやジョン・ナッシュを支援して摂政時代の流行に貢献した。ジョージ4世は魅力と教養により「イングランド一の紳士」と呼ばれたが、その放蕩な生活、さらに妻キャロラインとの関係の悪さに、当時の人々は不満を持ち、王家の名声が落ちた。
ジョージ4世の唯一の嫡出子シャーロット王女は1817年に先立って薨去、そのため王位を継承したのは弟ウィリアムだった。

## 幼年期

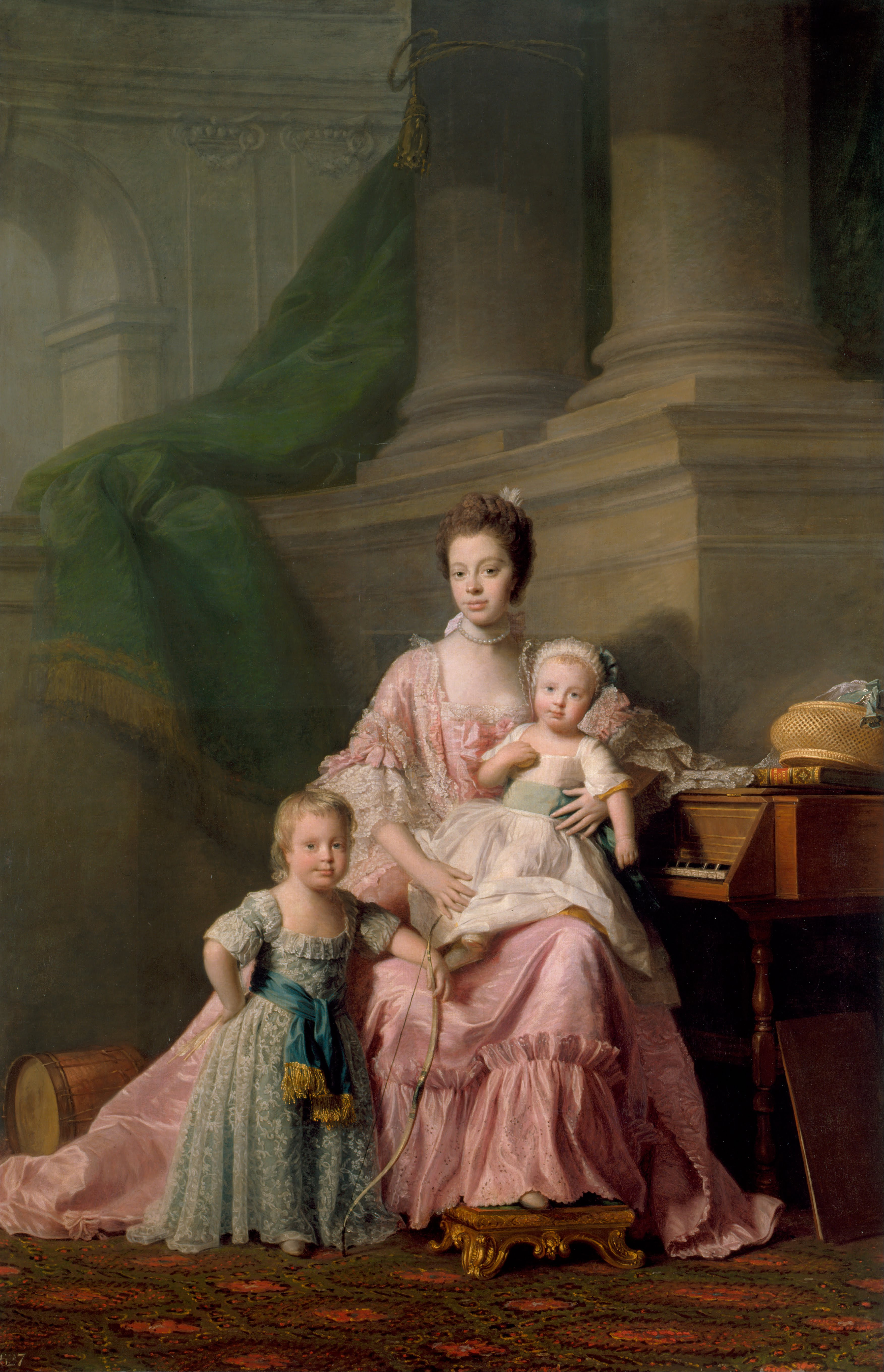
ジョージ（左）、母のシャーロット王妃と弟のフレデリック。アラン・ラムゼー作、1764年。

ジョージ4世は1762年8月12日、セント・ジェームズ宮殿において、グレートブリテン王ジョージ3世とシャーロット王妃の間の長男として生まれた。イギリス国王の長男だったため、生まれてすぐにコーンウォール公とロスシー公となった。数日後にはプリンス・オブ・ウェールズとチェスター伯に叙された。同年9月18日、カンタベリー大主教トマス・セッカーにより洗礼がなされた。名親はメクレンブルク＝シュトレーリッツ公アドルフ・フリードリヒ4世（ジョージの母方の伯父。宮内長官のデヴォンシャー公爵が代理）、カンバーランド公ウィリアム・オーガスタス（父方の大叔父）、オーガスタ・オブ・サクス＝ゴータ（父方の祖母）。ジョージは学生としてその才能を示し、母語である英語のほかにフランス語、ドイツ語、イタリア語を速く学んだ。
18歳のとき、独立した邸宅を与えられたが、彼は風流の無く、スキャンダルとも無縁な父と違い、浪費と放蕩の生活に身を投じ、大酒を飲み、数多くの愛人を抱えることで常軌を逸した日々を過ごした。彼はしらふか酔っているかにかかわらず機知に富んだ保守派であり、その宮殿の装飾には大金を使ったもののその品の良さを示した。彼は1783年に21歳になり、議会から補助金6万ポンド（現在の9,124,000ポンドと同等）を、父から年金5万ポンド（現在の7,603,000ポンドと同等）を与えられた。しかし、ジョージにとって、それはまったく足りなかった。例えば、厩舎だけで毎年3万1千ポンドかかった。彼は続いてカールトン・ハウスに住居を構え、またもや放蕩の生活を送った。これにより、彼は推定相続人により倹約な生活を求めた父との間で敵意が生じ始めた。ジョージがチャールズ・ジェームズ・フォックスなどより急進的な政治家とつるんだことも政治的には保守派だった父の不興を買った。

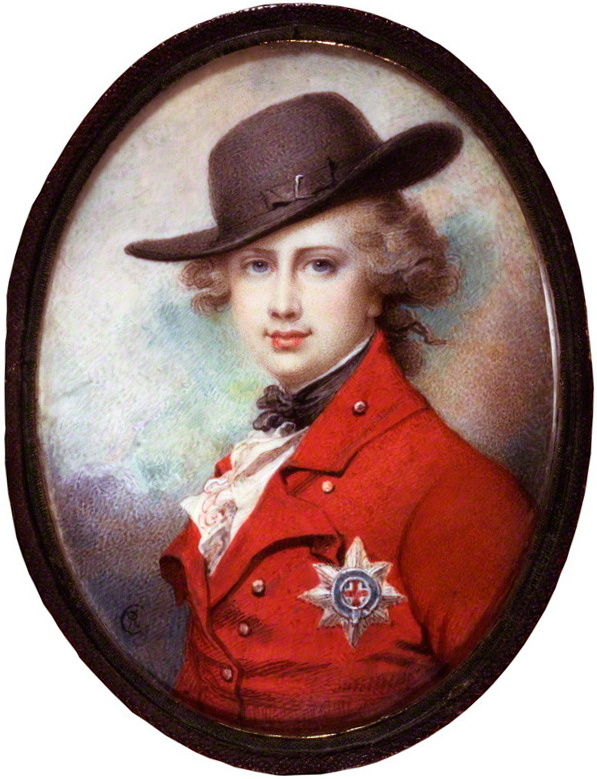
リチャード・コズウェイによるポートレート・ミニチュア、1780年から1782年頃。

21歳に達した直後、ジョージはマリア・フィッツハーバートに夢中になった。彼女はジョージより6歳年上で、2度未亡人になり、しかもカトリックの平民であった。彼女がプリンセス・オブ・ウェールズに全く適しないにもかかわらず、ジョージは彼女と結婚することで意を決めた。なお、1701年王位継承法によりカトリックの配偶者が王位を継承することは禁止され、1772年王室婚姻法によりジョージは国王の同意なしに結婚することはできず、しかも国王の同意を得ることはできそうになかった。
いずれにせよ、2人は1785年12月15日にメイフェアのパーク・ストリートにあるフィッツハーバートの邸宅で結婚式を挙げた。この結婚は国王の同意がなかった（それが求められたことすらなかった）ため法的には無効だった。しかし、フィッツハーバートは教会法が国の法より優先されると考え、彼女がジョージの本当のかつカノン法上で認められた妻であると考えた。政治的な理由により、結婚は秘密にされ、フィッツハーバートは結婚を公表しないことを約束した。
ジョージはその常軌を逸した生活で負債が山ほどでき、父が援助を断ったこともあり彼はカールトン・ハウスを離れてフィッツハーバートの邸宅に住むことを余儀なくされた。1787年、ジョージの盟友だった政治家は議会からの補助金でジョージの債務返済を助けようとした。その際、ジョージとフィッツハーバートの関係が疑われたが、その関係を認めてしまうことは大きなスキャンダルになり、議会の援助はそのまま水の泡となる。そのため、ホイッグ党の長であったチャールズ・ジェームズ・フォックスはジョージを代表してその疑いはただの中傷であると宣言した。フィッツハーバートは結婚が公的に荒々しく否定されることを嫌い、ジョージとの関係を断とうとしたため、ジョージは同じくホイッグ党のリチャード・ブリンズリー・シェリダンにフォックスの宣言をより穏健な形に修正させた。一方、議会はジョージに債務返済のための補助金161,000ポンド（現25,841,000ポンドと同等）とカールトン・ハウス補修のための補助金6万ポンド（現9,630,000ポンドと同等）を与えた。

## 1788年の摂政危機

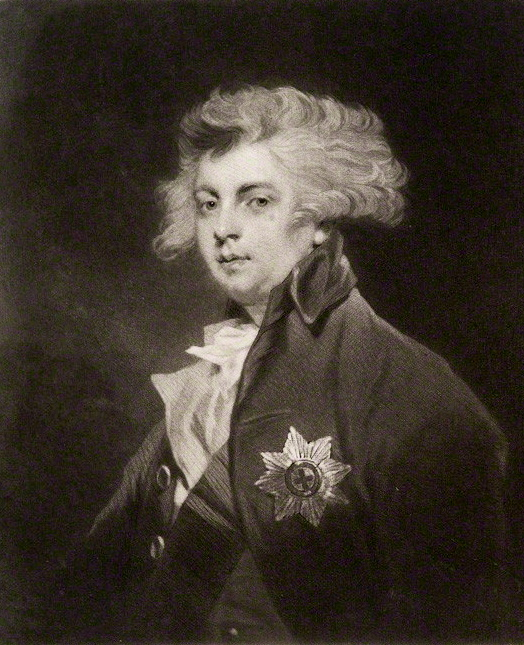
ジョシュア・レノルズによる肖像画、1785年。

1788年夏、おそらく遺伝病であるポルフィリン症により、ジョージ3世の精神状態が悪化した。それでも、彼は公務の一部を止め、議会の9月25日から11月20日までの停会を宣告することができた。議会停会の間、ジョージ3世は狂い、シャーロット王妃をあやうく傷つけるほどであった。11月に議会が再開されるときも、議会開会式での国王演説ができないほどだった。議会は弱い立場に陥った。というのも、長きの間施行されていた法律により、議会は開会式での国王演説の前にはどんな事務も進行できないためであった。
議事が禁止されてはいたが、議会はそれでも摂政についての弁論を始めた。庶民院において、チャールズ・ジェームズ・フォックスは国王が統治不能に陥ったとき、プリンス・オブ・ウェールズが自動的に主権を行使する、とする持論を展開、一方首相の小ピットは成文法で禁止されていない限り、議会のみが摂政を任命する権利を持つとした。彼はさらに進んで、議会の許可がない限り、「プリンス・オブ・ウェールズはそれ以外の人々と同程度にしか政府を率いる権利がない」とした。摂政に関する原則では合意できなかったものの、小ピットはプリンス・オブ・ウェールズが摂政に最も適することではフォックスに同意した。

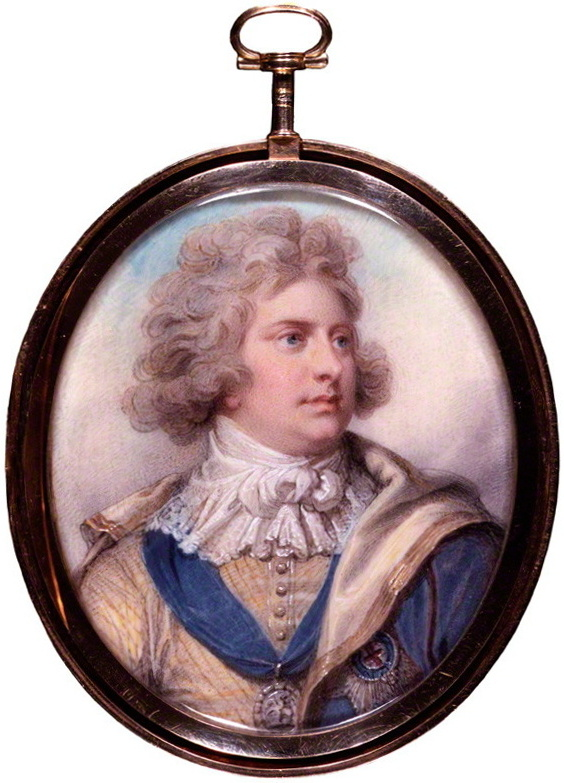
リチャード・コズウェイによるミニチュア、1792年。

ジョージは小ピットの押しの強さに怒ったもののフォックスの論点を手を挙げて支持したわけでもなかった。ジョージの弟ヨーク・オールバニ公フレデリックはジョージが議会の許可を得る前に権力をふるうことはないと宣言した。議会で議決された後、小ピットは摂政についての正式な計画を立て、ジョージの権力を大きく制限することを提案した。例えば、ジョージは国王の財産を売却することができず、国王の子供以外に爵位を与えることもできなかった。ジョージは小ピットの計画を批判、「全ての行政機関に虚弱、混乱、不安を生じる」計画であるとした。その後、両派は国の利益のために妥協した。
しかし、摂政法案には国王演説の欠如という技術的な障害があったため、議会は弁論は投票に移ることができなかった。国王演説は国王のほか、枢密院議員が代表して行うことができるが、枢密院議員がその権力を得るにはイギリスの国璽が押されなければならず、国璽の捺印が法的に有効になるには国王があらかじめ了承しなければならない。小ピットと閣僚たちは「捺印は国王の事前了承が必要」とする要件を無視して大法官に（国王の許可なく）国璽を捺印するよう命じた。この要求の理由は、国璽が捺印されたことで法案が有効になるからであった。この擬制はエドマンド・バークに「酷い欺瞞」である、「明白に道理に反する」、「偽造、詐欺」であると痛烈に批判された。ヨーク公からも「違憲かつ違法」であると批判された。しかし、ほかの議員たちは有効な政府を維持するためにはそのような行為が必要であると感じた。そのため、議会が再開されて2か月以上経った1789年2月3日には「違法」な枢密院議員たちにより議会の開会式が正式に行われた。摂政法案が提出されたが、議決にかけられる前にジョージ3世が回復した。ジョージ3世は枢密院議員たちに権利を与えた行為をさかのぼって有効であるとした。

## 結婚と愛人

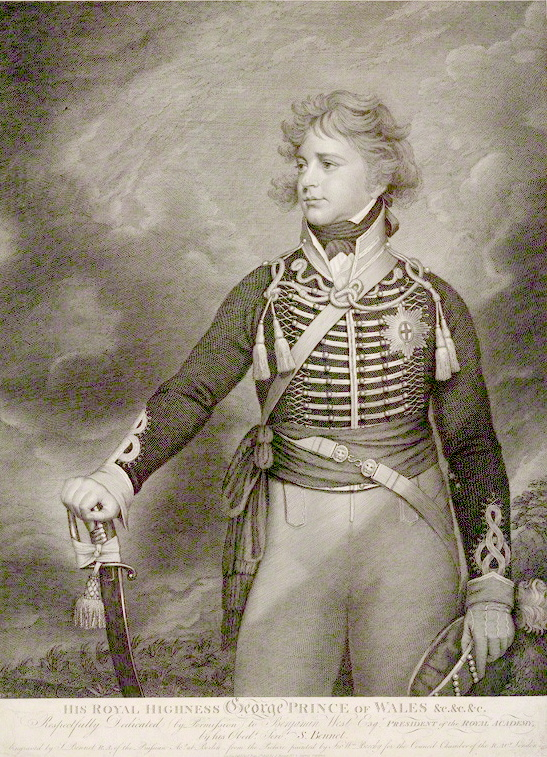
サー・ウィリアム・ビーチーによる肖像画、1798年。

ジョージの負債は増え続け、父のジョージ3世はジョージがキャロライン・オブ・ブランズウィックと結婚しなければ援助はしないとした。1795年、ジョージは不本意ながらも結婚に同意、2人は同年4月8日にセント・ジェームズ宮殿のチャペル・ロイヤルで結婚した。しかし、結婚は大失敗に終わり、2人は全くそりが合わなかった。1796年に唯一の子供シャーロットが誕生した後は正式に別居し、以降その状態が続いた。ジョージはその後（仲たがいした時期はあったものの）生涯を通してマリア・フィッツハーバートを愛し続けた。
ジョージの愛人は数多くいた。女優のメアリー・ロビンソンがそのうちの1人で、彼女はジョージとの間の手紙を新聞に売ると脅して年金を勝ち得た。ほかには医者と離婚したグレース・エリオットやジャージー伯爵夫人フランセス・ヴィリアーズもジョージの愛人だった。晩年には貴族と結婚していたハートフォード侯爵夫人イザベラ・イングラム＝シーモア＝コンウェイとコニンガム夫人エリザベス・コニンガムを愛人とした。
ジョージの庶子に関しては、いくつかの噂があった。フィッツハーバートとの間にはジェームズ・オード（James Ord、1786年生）という息子をもうけた、という噂があった。オードはアメリカに移り、イエズス会士となった。ジョージは国王に即位した後、ある友人に西インドで海軍士官をしている息子がいると打ち明けた。この息子の正体は第5代バルカレス伯爵の娘でソングライターのアン・バーナードとジョージの間の息子とされるヘンリー・A・F・ハーヴィ大佐（1786年 - 1824年）と暫定的に同定された。それ以外の庶子には劇場の責任者の娘エリザ・クロールまたはフォックス（Eliza Crole/Fox）との間の息子ジョージ・シーモア・クロール少佐（George Seymour Crole）、酒場の主人の娘サラ・ブラウン（Sarah Brown）との間の息子ウィリアム・ハンプシャー（William Hampshire）、フランス人女性のボー（Beau）との間の息子チャールズ・"ボー"・キャンディ（Charles "Beau" Candy）がいた。ただし、系譜学協会の研究総監アンソニー・キャンプ（Anthony Camp）はジョージ4世がオード、ハーヴィ、ハンプシャー、キャンディの父であるとする説を虚構であるとした。
ジョージの負債は1795年には63万ポンド（現82,215,000ポンドと同等）まで膨れ上がったが、（一時的ではあるものの）議会により解決された。議会はジョージの負債の償還を直接な給付金ではしたくなかったが、代わりに年金を6万5千ポンド（現8,482,000ポンドと同等）引き上げた。1803年にはさらに6万ポンド（現6,921,000ポンドと同等）まで増額され、ジョージの1795年時点の負債は1806年にようやく全て償還された（ただし、1795年以降に追加された負債はまだ残っていた）。
1804年にシャーロット王女の後見について紛争が起き、その結果シャーロットは国王ジョージ3世の保護下に置かれた。またジョージがキャロラインに庶子がいたと主張したため議会の査問委員会が調査する沙汰となった。調査の結果はキャロラインの疑いを晴らしたが、同時に彼女の行動が極めて軽率であることが明らかになった。

## 摂政時代

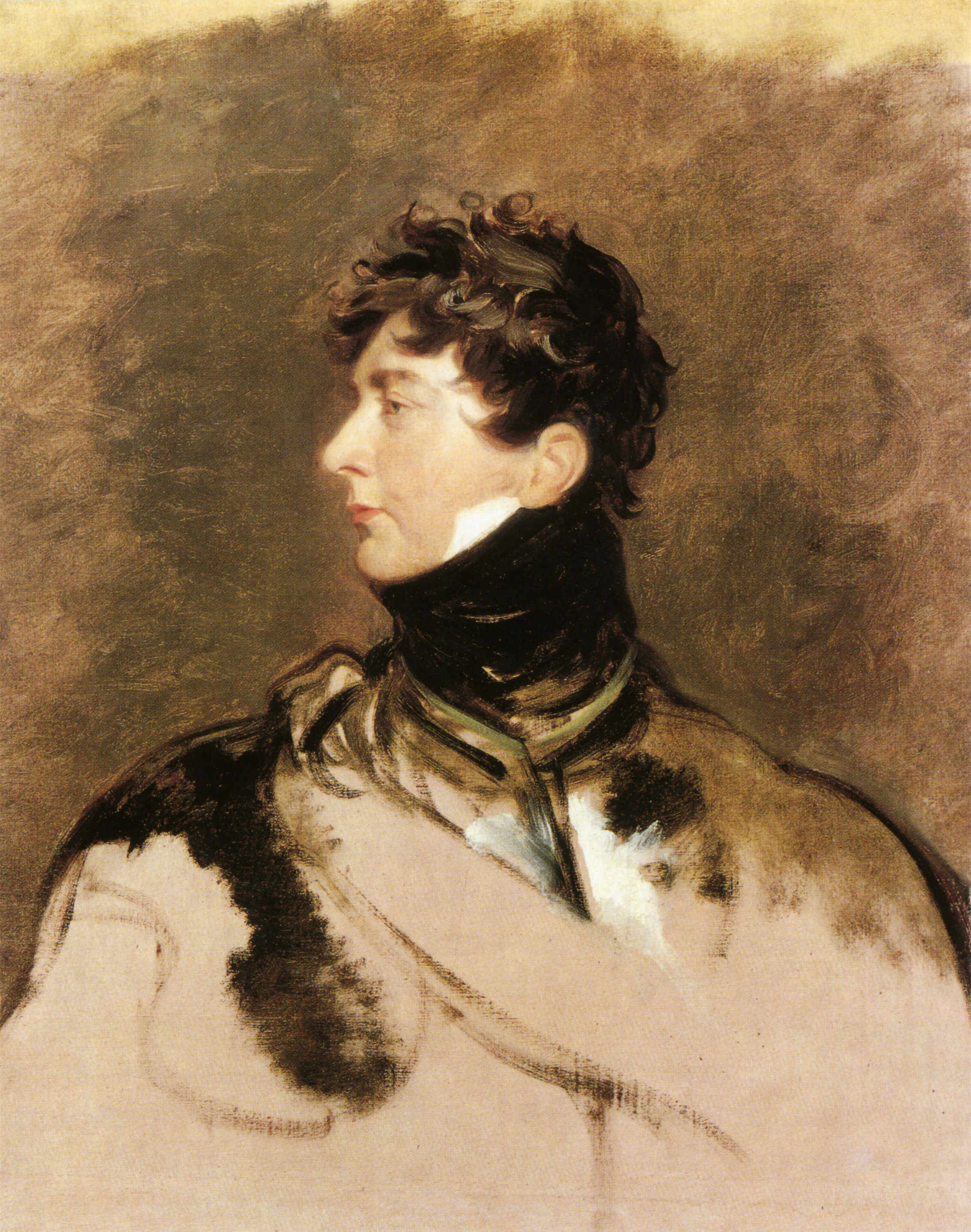
サー・トーマス・ローレンスによる肖像画、1814年頃。

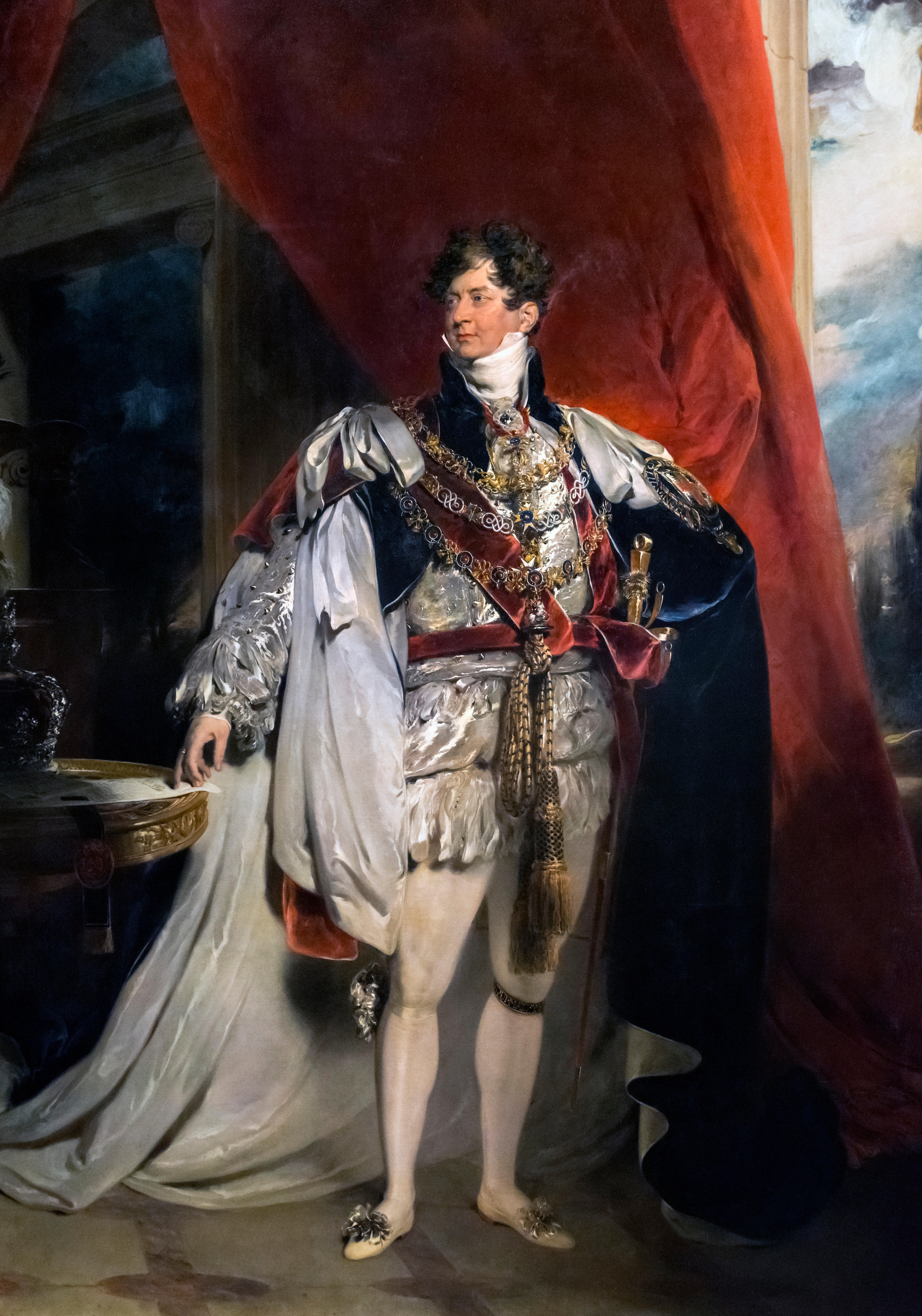
ガーター騎士団の正装を着てルイ18世から贈られた「偉大な指揮者のテーブル」に手を置くジョージ、トーマス・ローレンス作、1816年。

1810年末、ジョージ3世の末娘アミーリア王女が死去すると、ジョージ3世は再び狂気に陥った。議会は1788年の前例に従い、大法官が国王の許可なく、枢密院の代表を任命する特許状に国璽を捺印することに同意した。この特許状には国王の署名が欠けていたが、庶民院と貴族院はとにかく国璽捺印の要求を議決した。特許状により任命された代表は、国王を代表して1811年摂政法に裁可を与えた。ジョージは摂政王太子として知られるようになり、議会は彼の権限を1年間制限することを決議した。ジョージが正式に摂政王太子になったのは、1811年2月5日のことであった。
摂政王太子は政府の事務を内閣に任せきりとし、政治に介入することは父のジョージ3世よりはるかに少なかった。首相は国王の好む好まないにかかわらず、庶民院で多数派の支持を受ける人でなければならない原則は、これにより慣例となった。そのため、内閣は摂政王太子の助けをほとんど借りずにイギリスを統治した。この時期での重要な議題にはカトリックが公職につく際の制限を撤廃しようとするカトリック解放の動きであった。首相スペンサー・パーシヴァル率いるトーリー党がカトリック解放に反対した一方、ホイッグ党は支持した。摂政王太子自身はホイッグ党を率いたグレンヴィル男爵を支持したとされたが、彼はすぐにグレンヴィル男爵とホイッグ党を政権につけなかった。彼は母の影響を受けて、トーリー党政府を急に罷免すると（トーリー党の忠実な支持者であった）国王ジョージ3世の健康に悪影響を与えて、回復の兆しを完全に潰すことを危惧したのであった。
1812年、ジョージ3世に回復の望みがほとんどないことがわかっても、摂政王太子はホイッグ党を政権につけることができなかった。その代わり、彼はホイッグ党にパーシヴァル内閣に入閣するよう求めたが、カトリック解放で対立していたためホイッグ党は拒否した。そのため、摂政王太子は嫌々ながらもパーシヴァルの続投を許可した。
1812年5月10日、ジョン・ベリンガムがスペンサー・パーシヴァルを暗殺した。摂政王太子は全閣僚を留任させて新しい首相を委任しようとしたが、庶民院は「強く効率的な政府」を望むことを正式に宣言したため、摂政王太子はウェルズリー侯爵、ついでモイラ伯爵に大命を降下、組閣を命じた。しかし、両党とも権力を共有したくないこの時期においても、摂政王太子が挙国一致内閣を強制したため、2人とも組閣に失敗した。2人の失敗を口実にしたか、摂政王太子は直後にパーシヴァル内閣の閣僚を再び任命、リヴァプール伯爵を首相とした。
トーリー党はグレイ伯爵などのホイッグ党と違い、大陸ヨーロッパで覇権を誇っていたフランス皇帝ナポレオン1世との戦争を堅持した。ロシア、プロイセン、オーストリア、イギリス、そしていくつかの小国で構成された第六次対仏大同盟は1814年にナポレオンに勝利した。その後のウィーン会議において、1714年以降イギリスと同君連合を組んでいたハノーファー選帝侯領がハノーファー王国に昇格した。また1814年12月30日にはアメリカ合衆国との1812年戦争を終結させたガン条約に署名、批准した。ナポレオンは1815年に追放先から舞い戻ってきたが、ウェルズリー侯爵の弟ウェリントン公爵によりワーテルローの戦いで撃退され、最終的にイギリスの軍艦に投降したナポレオンはイギリス政府によって南大西洋の孤島セントヘレナ島に幽閉されて生涯を終えた。一方、摂政王太子から保護をイギリスで受けていたルイ18世はフランスに帰国してフランス復古王政を開始することとなった。
この時期、摂政王太子は流行や趣味に没頭し、仲間の洒落者ブランメルや建築家のジョン・ナッシュが摂政式建築を創り出した。ロンドンにおいて、ナッシュはリージェンツ・パークやリージェント・ストリートを設計した。摂政王太子は海辺の保養地という新しい観念を取り入れ、ブライトン・パビリオンを海辺の宮殿として造営した。ナッシュはブライトン・パビリオンにタージ・マハルから着想した「インド風ゴシック様式」を取り入れ、豪華な「インド」や「中国」風の内装を設計した。また、ジェフリー・ワイアットヴィルを支援してウィンザー城を再建した。
また、摂政王太子は洗礼式においてケント公エドワードの一人娘の代父となった際は騒動を起こし、「ジョージアナ（ジョージの女性名）」や「エリザベス」などを望んだケント公の意向を拒否して「アレクサンドリナ」（友人のロシア皇帝アレクサンドル1世の女性名）と名付け、さらに母と同じ「ヴィクトリア」をミドルネームに強行したことによって「アレクサンドリナ・ヴィクトリア」（後のヴィクトリア女王）というイギリス人になじみが薄いロシア名とドイツ名になった。

## 治世

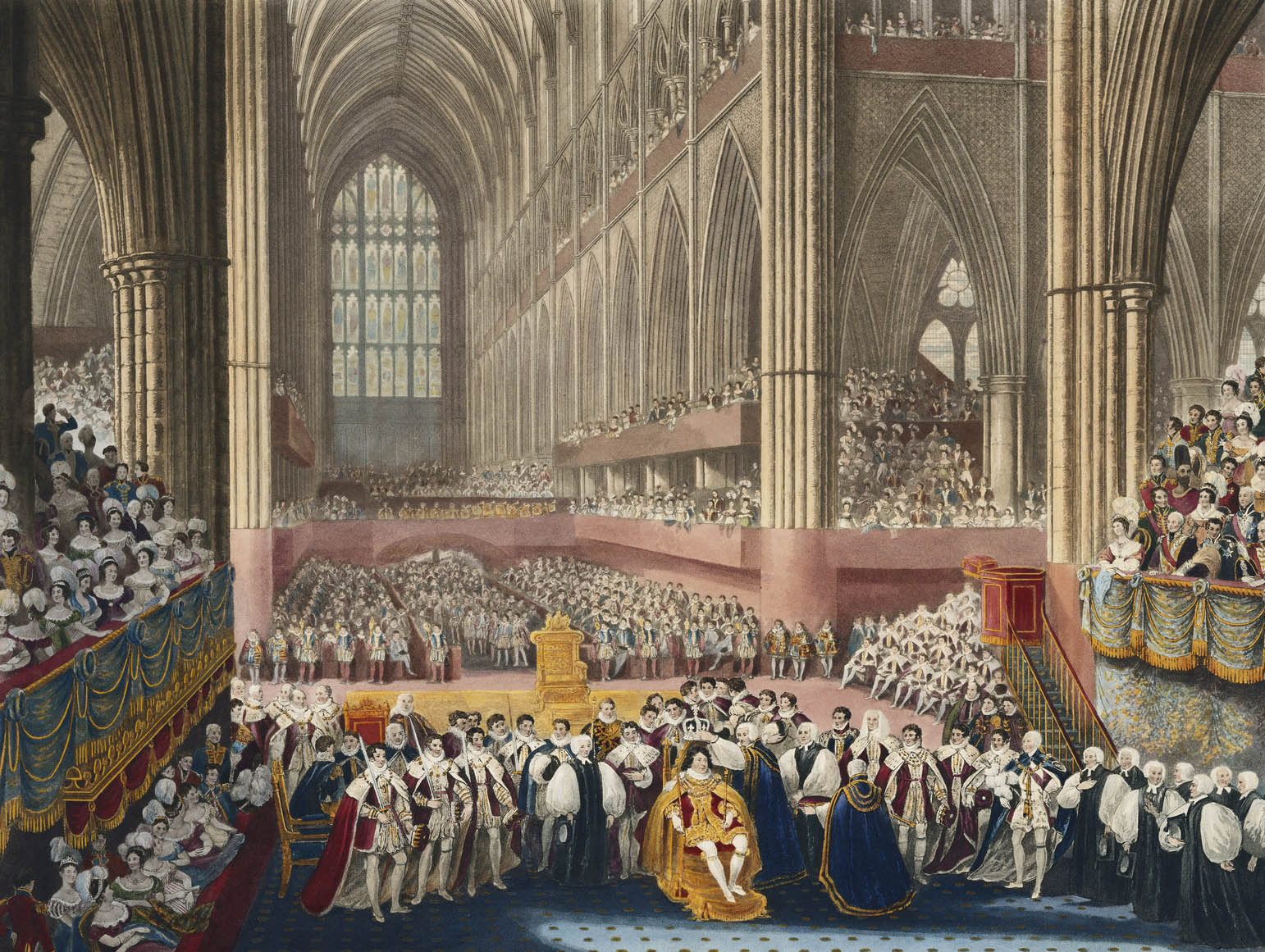
ジョージ4世の戴冠式、1821年7月19日。

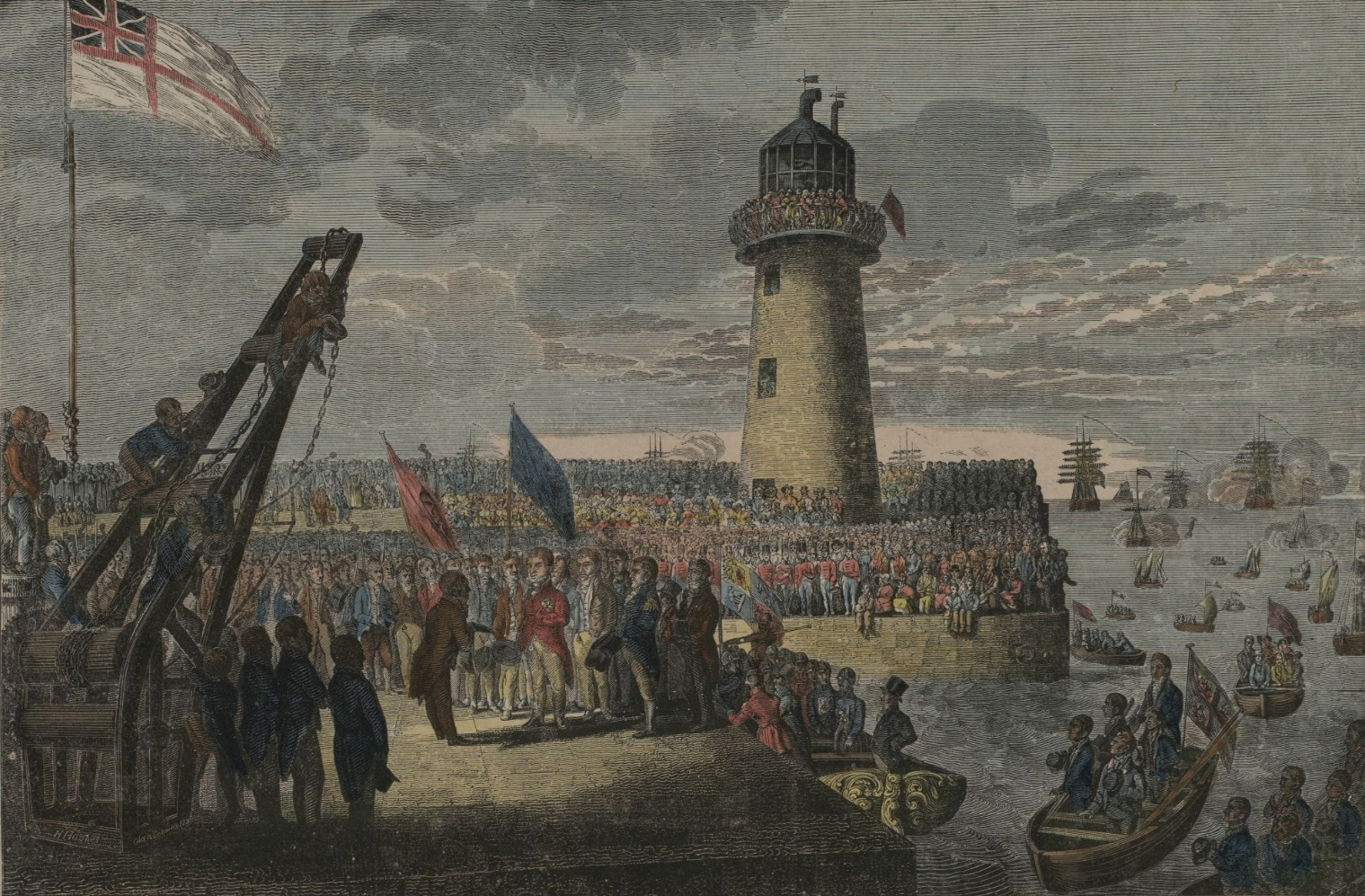
アイルランドへ行く途中、ホリーヘッドを経由したジョージ4世、1821年8月7日。同日にキャロライン王妃が薨去した。

ジョージ3世が1820年に崩御すると、当時57歳の摂政王太子がジョージ4世として即位した。しかし、その権力は実質的には何ら変わることはなかった。即位時点ではすでに肥満体であり、アヘンチンキ中毒者だった可能性もあった。
ジョージ4世とキャロライン王妃の関係は即位時点ですでにこじれていた。2人は1796年以降別居しており、どちらも愛人をもっていた。1814年、キャロラインはイギリスを離れて大陸ヨーロッパへ向かったが、戴冠式と王后としての地位を公的に主張するために帰国を選択した。しかし、ジョージ4世はキャロラインを王后として認めることを拒否、外国の宮廷に駐在するイギリス大使に諸国の君主もキャロラインを承認しないよう保証させた。ジョージ4世の命令により、キャロラインの名前はイングランド国教会の聖公会祈祷書からも消された。
ジョージ4世は離婚しようとしたが、彼の助言者たちは離婚の場合には国王自身の不倫関係の詳細をも公開する必要があるかもしれないと考えた。そのため、ジョージ4世は苦痛と刑罰法の導入を要求し、裁判所での裁判がなくても議会で懲罰を与えられるようにした。法案が成立すると、結婚は無効になり、キャロラインは王妃の称号を剥奪される。しかし、法案は大衆の間ですさまじい不人気になり、廃案となった。それでも、ジョージ4世は1821年7月19日にウェストミンスター寺院で行われた戴冠式からキャロラインを締め出した。キャロラインはその日から病気になり、8月7日に薨去した。病気にかかっている間、キャロラインはたびたび毒を盛られたと主張した。

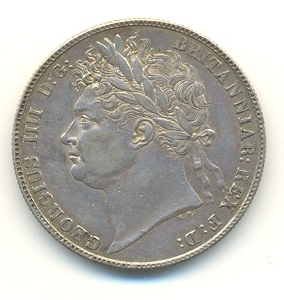
ジョージ4世の半クラウン銀貨、1821年。

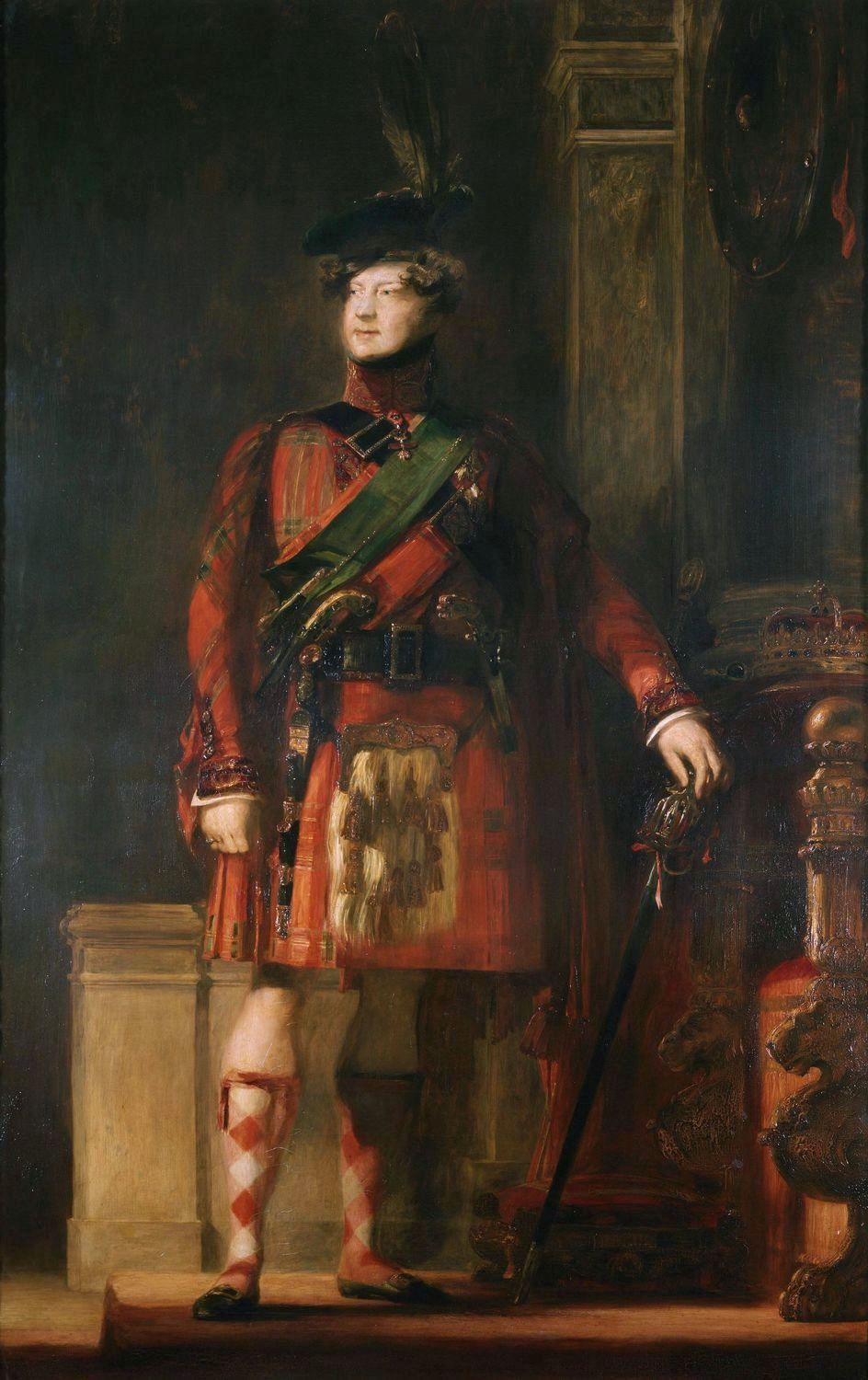
デイヴィッド・ウィルキーによる、1822年のスコットランド行幸中のジョージ4世

ジョージ4世の戴冠式は盛大であったが、約243,000ポンド（現27,970,000ポンドと同等）という莫大な支出を要した（先代のジョージ3世の戴冠式は約1万ポンドしかかからなかった）。巨額な支出を要したが、戴冠式は大衆に歓迎された。1821年、ジョージ4世はリチャード2世以来はじめて公的にアイルランドを訪れた国王となった。翌年にはエディンバラを訪れた。ウォルター・スコットにより計画されたこのスコットランド行幸は、17世紀中期以来初であった。
それ以降、ジョージ4世はウィンザー城へ引退したが、政治への介入を続けた。1797年にカトリック解放法案を提唱したため、カトリック解放を支持するものと広く思われたが、1813年に私的にカトリック解放法案への反対を説得して回ったことでその反カトリックな思想が明らかになり、1824年には公的でもカトリック解放を批判した。即位時に戴冠の誓いをしたため、ジョージ4世はプロテスタントの信仰を守らなければならず、親カトリックな政策を支持するわけにはいかないとした。彼の影響力は絶大であり、さらに首相リヴァプール伯爵率いるトーリー党の意思が強かったため、このときにはカトリック解放の望みがほとんどなかった。しかし、1827年にリヴァプール伯が引退、カトリック解放を支持した、同じくトーリー党に属するジョージ・カニングが首相に就任した。カニングが就任すると、それまで私的に内閣を指導しただけに留まったジョージ4世は公的に考えを発表、カトリック解放について父のジョージ3世と同じ考えを持つことを宣言した。
カニングのカトリック問題に対する意見はウェリントン公爵などトーリー党でも保守派に属する一派に受け入れられなかった。そのため、カニングはホイッグ党党員の入閣を容認せざるを得なかった。同年にカニングが死去すると、ゴドリッチ子爵が引き継いでトーリー＝ホイッグ党連合を率いた。ゴドリッチは1828年に退任して首相の座をウェリントン公爵に譲った。しかし、ウェリントン公爵もこの頃にはカトリック解放の完全拒否は無理であることを受け入れた。ジョージ4世はカニングには友好的だったがウェリントン公爵とはそれほどではなく、彼はウェリントン公への嫌がらせにわざと「ワーテルローの戦いでドイツの将軍に変装して参戦した」という嘘をついた。それでも、ウェリントン公はジョージ4世を辛抱強く説得して、1829年1月29日にカトリック解放法案の導入への裁可を得た。しかし、熱狂的な反カトリックであった弟のカンバーランド公の圧力を受けて、ジョージ4世は許可を撤去した。内閣はこのことに抗議して3月4日に総辞職した。今や巨大な政治的な圧力を受けたジョージ4世は不承不承ながらも法案に同意、内閣はそのまま継続した。そして、カトリック解放法案は4月13日に裁可された。

## 最晩年と崩御

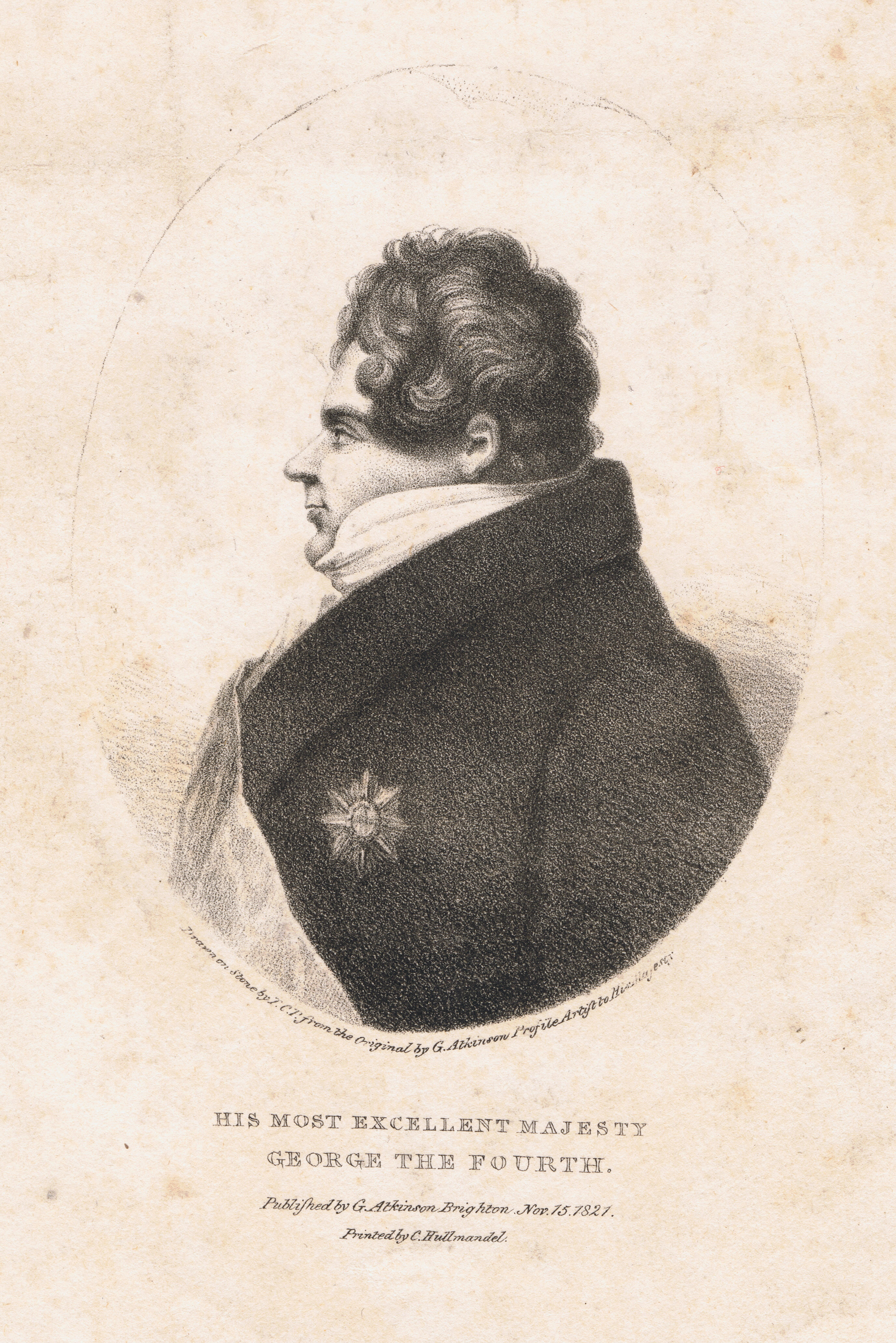
ジョージ4世のリトグラフ、ジョージ・アトキンソン作、チャールズ・ジョゼフ・ハルマンデル出版、1821年。

ジョージ4世の大酒飲みと放蕩な生活は1820年代末には彼の健康を蝕んだ。プリンス・オブ・ウェールズであった頃でもすでに大型な宴会とおびただしい量の酒飲みにより肥満体になっており、そのため数少ない公的な場への出席ではたびたび笑いものにされた。1797年には体重が17ストーン7ポンド（約111キログラム）に達しており、1824年に作られたコルセットではウエストが50インチ（約130センチメートル）だった。彼は痛風、動脈硬化症、浮腫に苦しみ、ポルフィリン症を患っていた可能性もあった。晩年には一日のほとんどをベッドで過ごし、呼吸困難の発作をおこしては窒息になっていた。
1828年12月には父のジョージ3世と同じく、白内障によりほぼ全盲になり、また右手の痛風の病状が進んで文書への署名もできなくなった。1829年中、デイヴィッド・ウィルキーはジョージ4世が「毎日を恐ろしく過ごして時間を浪費」したと記し、またジョージ4世が太くて「巨大なソーセージが覆いに詰め込まれたようだ」とも記述した。ジョージ4世が膀胱の痛みを我慢するためにアヘンチンキを服用した結果、彼は薬漬けになり、精神的に障害のある状態が何日も続く結果となった。1829年には白内障により手術を受けた。1830年時点の体重は20ストーン（約130キログラム）だった。
1830年春にはジョージ4世の先が長くないことが明らかになった。浮腫による呼吸困難のため、彼は横にならず座って寝なければならず、医者たちは彼の腹を頻繁にたたいて過剰な液体を排除しなければならなかった。彼は身体の衰弱にもかかわらず、生きることに頑強にしがみついたことを称賛された。彼は5月に遺言状を定め、寿命の残り数か月の間信心深くなり、大助祭の1人に懺悔した。彼は大助祭に、以前の放蕩な生活を後悔しているが、臣民たちのために常に最善を尽くしたとして慈悲を乞うた。1830年6月26日の朝3時半頃、彼はウィンザー城において「おお神よ、これはなんでしょう？」と叫んだとされ、続いて給仕の手を握り締めて「坊や、これが死だ」と言って崩御したという。解剖の結果、死因が胃血管破裂による上部消化管出血であることが判明した。「オレンジの大きさ」のある巨大な腫瘍が膀胱についていたことも同時にわかり、また心臓が大きく、弁が石灰化した上に多量の脂肪がついていた。ジョージ4世は7月15日にウィンザー城のセント・ジョージ礼拝堂で埋葬された。
ジョージ4世の唯一の嫡出子でシャーロット・オーガスタ・オブ・ウェールズは1817年に死産した後に分娩後合併症により薨去した。ジョージ3世の次男ヨーク・オールバニ公フレデリックも1827年に子供なくして薨去したため、ジョージ3世の三男クラレンス公ウィリアムがウィリアム4世として即位した。

## 遺産

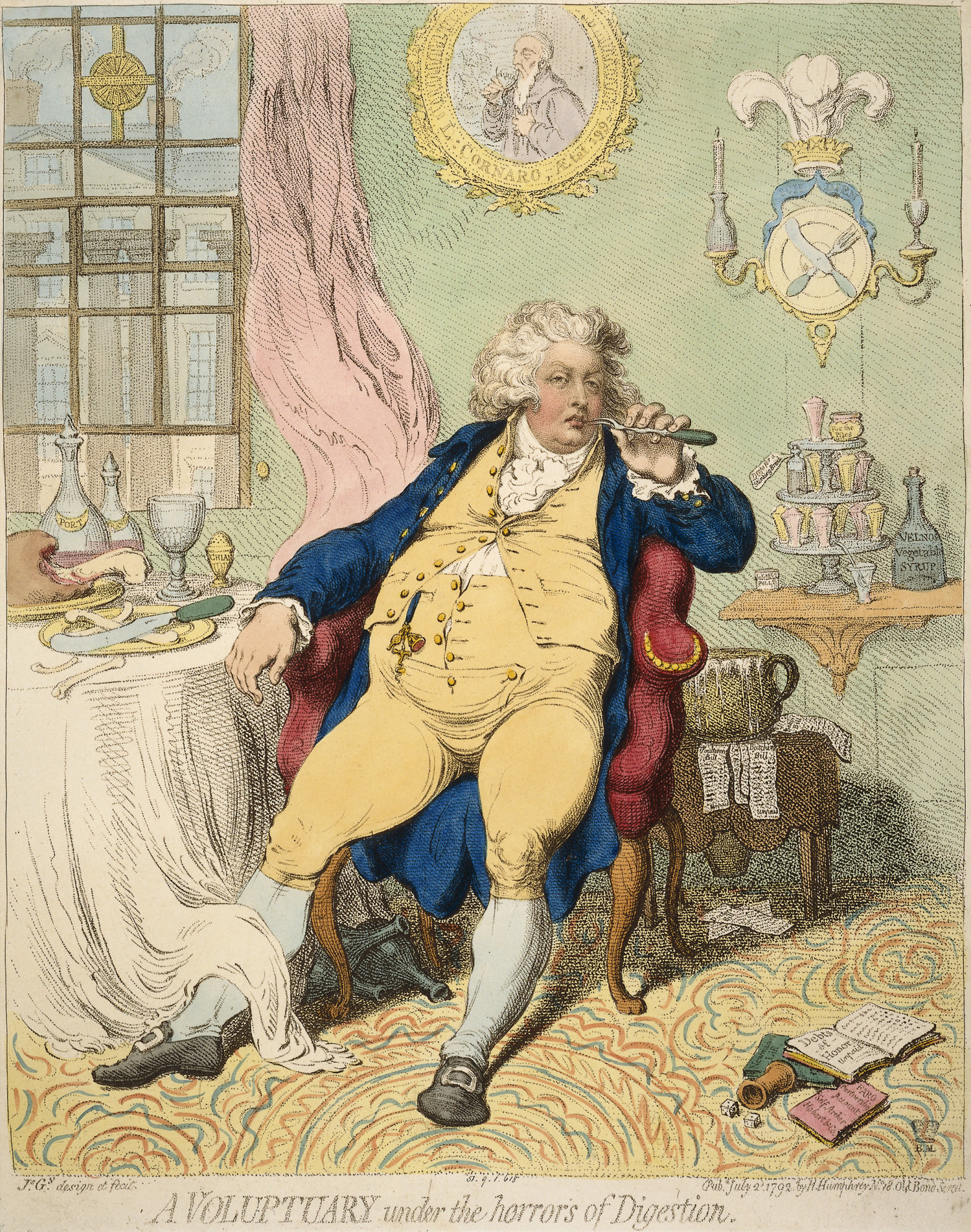
「消化におびえる放蕩者」 - プリンス・オブ・ウェールズ時代のジョージを描いたカリカチュア、ジェームズ・ギルレイ作、1792年。

ジョージ4世の晩年は身体と精神における衰退、および公的生活からの引退が特徴だった。ジョージ4世の古参の側近は日記に「あれほどに卑劣、臆病、わがまま、無感覚な犬は存在しない[...]賢明な、良い王様はいたが多くはいなかった[...]あれは最低な[王]のうちの1人だ」と綴った。ジョージ4世の死後、タイムズ紙は「あの死去した王ほど同時代の者に死を惜しまれなかった人はいない。どの目が彼のために涙を流したか？どの心が心底から悲嘆に1回でも震えたか？[...]もし彼に友がいたら、彼に尽くした任意の社会階層の友がいたら、我々はその名前が今まで我らに届かなかったことを抗議する」と記し、上流社会の意見を代弁した。ジョージ4世はその魅力と教養により「イングランド一のジェントルマン」と呼ばれた。彼は明るく聡明で、物知りであったが、その怠惰さと暴飲暴食によりその才能は浪費された。タイムズ紙によると、彼はいつでも「政治と説教より女と酒瓶」を欲したという。
摂政時代にはファッションにおける変化がおきたが、その方向はジョージが決定づけた。ジョージの政敵が1795年に髪粉税法を成立させると、（王族は税金を免除されたが）ジョージは髪粉を使うホイッグの着用をやめ、天然の髪で通した。色の深い服が彼の太さを隠せたため、彼はそれ以前のファッションで流行した服よりも色の深い服を着た。ブリーチよりパンタローネのようなズボンのほうが緩いためそれを着用、二重あごを隠せたためネッククロスつきで襟の高い服を着た。1822年のスコットランド行幸により、現代でも着られるスコットランド風タータン柄のキルトが復活した。
カトリック解放による政治危機の時期、ウェリントン公爵はジョージ4世を「わたしが一生中に会った最低の男だ。最も自己中心的でいんちきで意地悪で、それを補う長所を最も持っていない男だ。」と形容した。しかし、彼は貴族院で「同時代の誰よりも上流社会のたしなみを身につけた」とジョージ4世に賛辞を送り、その知識と才能を称賛した。ウェリントン公爵の本当の考えはおそらくこの2つの極端の中間にある。彼は後にジョージ4世について「美術における偉大なパトロン[...]わたしがそれまで会った人物のうち、才能、気転、おどけ、強情、好感情が最も風変わりに混ざり合った人物。短く述べると、最も相反する性質のメドレーで、良い性質のほうが優勢である。」と述べた。

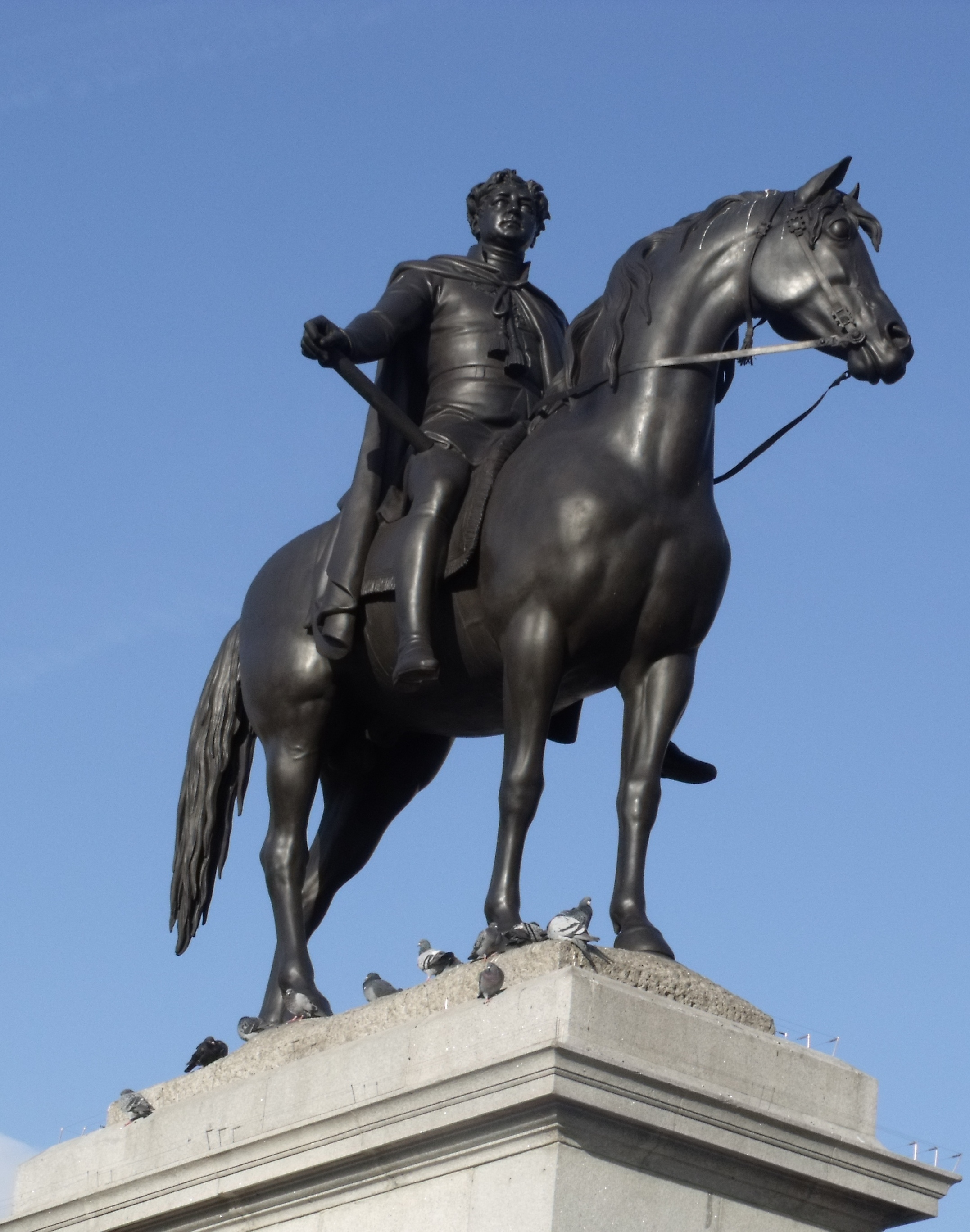
トラファルガー広場にあるジョージ4世の像

ジョージ4世の像は数多く存在し、その多くが彼の治世中に立てられた。イギリスでは銅製の乗馬像がサー・フランセス・チャントリーによってトラファルガー広場とブライトンのロイヤル・パビリオンに立てられた。
エディンバラでは旧市街のハイ・ストリートと北のカウゲートの峡谷を繋ぐ大通りがジョージ4世橋と名付けられた。この大通りは建築家のトマス・ハミルトンによって1829年に設計され、1835年に完成した。ロンドン北部のカムデン区とイズリントン区の間にあるキングス・クロス駅は、現代では交通の要衝であるが、その名前は1830年代に短期間存在したジョージ4世を記念した建物に由来する。またロンドンのセント・ルークスにあるキング・スクエアとキング・スクエア・ガーデンズの名前もジョージ4世に由来する。

## 称号、栄典、勲章

### 称号
- 1762年8月12日 - 1820年1月29日：コーンウォール公爵殿下
- 1762年8月19日 - 1820年1月29日：プリンス・オブ・ウェールズ殿下
- 1811年2月5日 - 1820年1月29日：摂政王太子殿下
- 1814年10月1日 - 1820年1月29日：ハノーファー王太子殿下
- 1820年1月29日 - 1830年6月26日：国王陛下

ほかには出生からグレートブリテン王子、ブラウンシュヴァイク＝リューネブルク選帝侯子、ロスシー公爵の称号を得ていた。ジョージを摂政王太子に任命した法によると、ジョージの摂政王太子としての正式な称号は「グレートブリテン及びアイルランド連合王国摂政」だった。

### 栄典

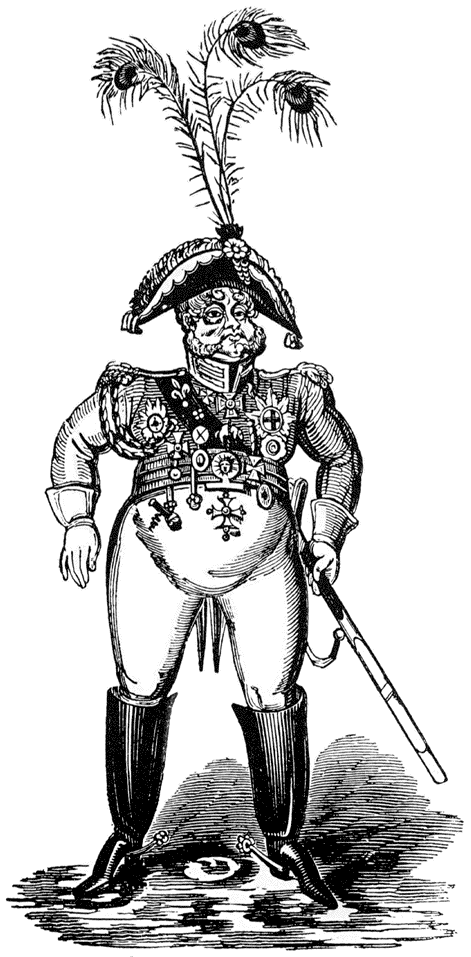
ジョージ4世の風刺画、ジョージ・クルックシャンク作、1819年。

#### イギリス
- ガーター勲章（1765年12月26日）[87]
- 枢密院議員（1783年11月21日）[87]
- 王立協会フェロー（1789年1月26日）[87]
- オックスフォード大学の民法博士（英語版）（1810年5月2日）[87]

#### 外国
- 聖アンドレーイ勲章（英語版）（1813年11月25日、ロシア帝国）[87]
- 聖アレクサンドル・ネーヴスキ勲章（1814年4月20日、ロシア帝国）[87]
- 聖霊勲章（英語版）（1814年4月20日、フランス王国）[87]
- 象勲章（1815年7月4日、デンマーク王国）[89]
- 金羊毛勲章（1815年7月、オーストリア帝国）[87]
- ウィレム勲章（英語版）（1818年11月27日、ネーデルラント連合王国）[90]
- レオポルト勲章（オーストリア帝国）[91]
- ロンバルディア王冠勲章（オーストリア帝国）[91]
- 聖シュテファン勲章（オーストリア帝国）[91]
- 金羊毛勲章（スペイン王国）[91]
- カルロス3世勲章（スペイン王国）[91]
- フェルディナンドおよび功労勲章（1816年、ナポリ王国）[91]
- 聖フベルト勲章（バイエルン王国）[91]
- 南十字星勲章（ブラジル帝国）[91]
- ペドロ1世勲章（ブラジル帝国）[91]
- 聖ミッシェル勲章（フランス王国）[91]
- 黒鷲勲章（プロイセン王国）[91]
- 赤鷲勲章（プロイセン王国）[91]
- 塔および剣勲章（ポルトガル王国）[91]
- キリスト・聖ディエーゴ・聖ベネディクト三重勲章（ポルトガル王国）[91]
- 聖ディエーゴ勲章（ポルトガル王国）[91]
- マルタ勲章（マルタ）[91]
- 聖アンナ勲章（ロシア帝国）[91]

#### 軍歴
- 1782年：イギリス陸軍大佐[87]
- 1796年 - 1820年：第10軽竜騎兵連隊（英語版）大佐[87]

### 紋章
ジョージはプリンス・オブ・ウェールズとして、国王の紋章を使用した（ただし、上部には3つの垂れがあるアージェントのレイブルを、ハノーファーを示すクォーターにはギュールズのインエスカッシャンを追加している）。紋章には王家のクレストとサポーターが含まれていたが、彼の階級を示す、アーチが1つのコロネットが使われており、またクレストとサポーターはいずれも紋章自体で使われたものと似たレイブルを使用している。1801年に国王の紋章が変更されると、ジョージの紋章もそれに倣った。具体的にはハノーファーのクォーターがインエスカッシャンになり、フランスのクォーターが取り払われた。1816年の変更は国王の紋章しか影響せず、ジョージの紋章に変更はなかった。
国王としての紋章は、ジョージ3世が晩年に使用した紋章と同じものを使った。
| プリンス・オブ・ウェールズとしての紋章、1762年 - 1801年 | プリンス・オブ・ウェールズと摂政王太子としての紋章、1801年 - 1820年 | 国王ジョージ4世としての紋章 | 国王ジョージ4世としての紋章（スコットランドで使用されたもの） |

## フリーメイソン
1787年にフリーメイソンに加入した。1792年から1812年までイングランド・首位グランドロッジのグランドマスターを務める、1806年から1820年までスコットランド・グランドロッジのグランドマスターを務めた。即位後はイギリス・フリーメイソンの「大保護者」の地位についた。
イギリスではジョージ2世の王太子フレデリック・ルイスがフリーメイソンに加入したのをきっかけとして、男性王族はフリーメイソンに加入するのが一般的となる。しかしフレデリック・ルイスの王子のうち国王となるジョージ3世だけはフリーメイソンに加入したという記録がない。そのためジョージ4世は記録上明確な最初のフリーメイソンリーの英国王である。彼の即位をもってイギリス・フリーメイソンは名実ともにイギリス社会の正統・本流的存在になったといえる。

## 競馬

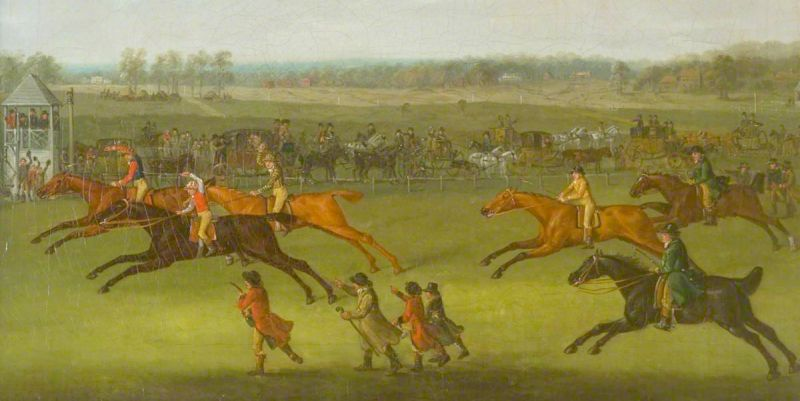
1791年のオートランズステークス。

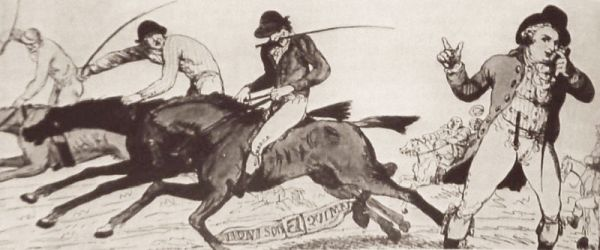
エスケープ号事件を描いた風刺画。

ジョージは1783年に、馬主資格が得られる21歳になると同時に競馬を始めた。ジョージは当時の最大の馬主となり、多い時期には数十頭の競走馬を走らせていた。馬1頭の購入に2000ポンド以上を費やすこともしばしばで、すぐに経費は年3万ポンドを超え、借金が膨らんでいった。その借金返済のため1787年には議会から16万1000ポンドを融通してもらったが、それもすぐに競馬に消えた。1788年にはダービー史上初となる王族の優勝を果たしたのだが、その優勝馬サートーマス号の購入額は2100ポンドで、ダービーの優勝賞金は1000ポンドに満たなかった。その後もジョージは1レースで500ポンドや1000ポンドを賭け、勝ったり負けたりを繰り返した。ジョージが建設させた離宮ロイヤル・パビリオンは、ブライトン競馬場での競馬遊びと宴会のために作らせたものである。
1791年6月、ジョージは馬主としてアスコット競馬場で行われる当時イギリスで最大のオートランズステークスという競走に優勝し、賞金約3000ポンドを獲得、馬券でも17000ポンドの儲けを得た。しかしその秋にニューマーケット競馬場で八百長事件（エスケープ号事件）に連座し、ジョッキークラブと不仲になった。
その後はアスコット競馬場を中心に活動し、競馬場の拡張に務めた。国王として即位した後のアイルランド巡幸ではカラ競馬場を訪れてアイルランド競馬を勃興させ、アスコット競馬場ではロイヤルアスコット開催を創始した。晩年はアスコット金杯優勝に情熱と宮廷費を傾けたが、最高の成績は2着に終わった。

## 画像

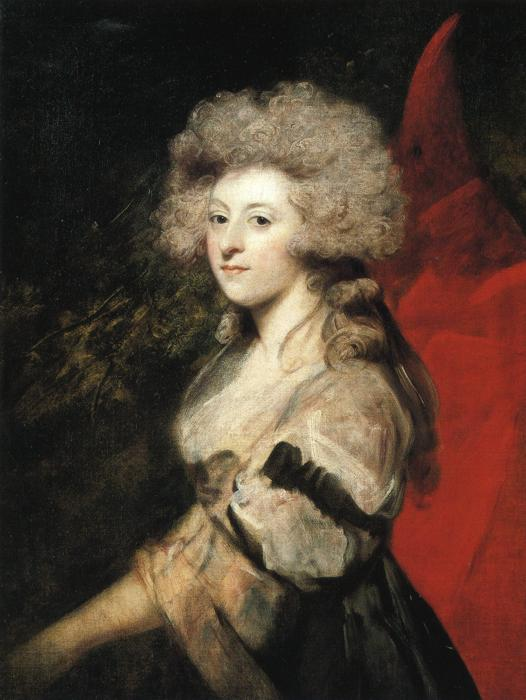
1785年に秘密結婚した年上愛人フィッツハーバート夫人。
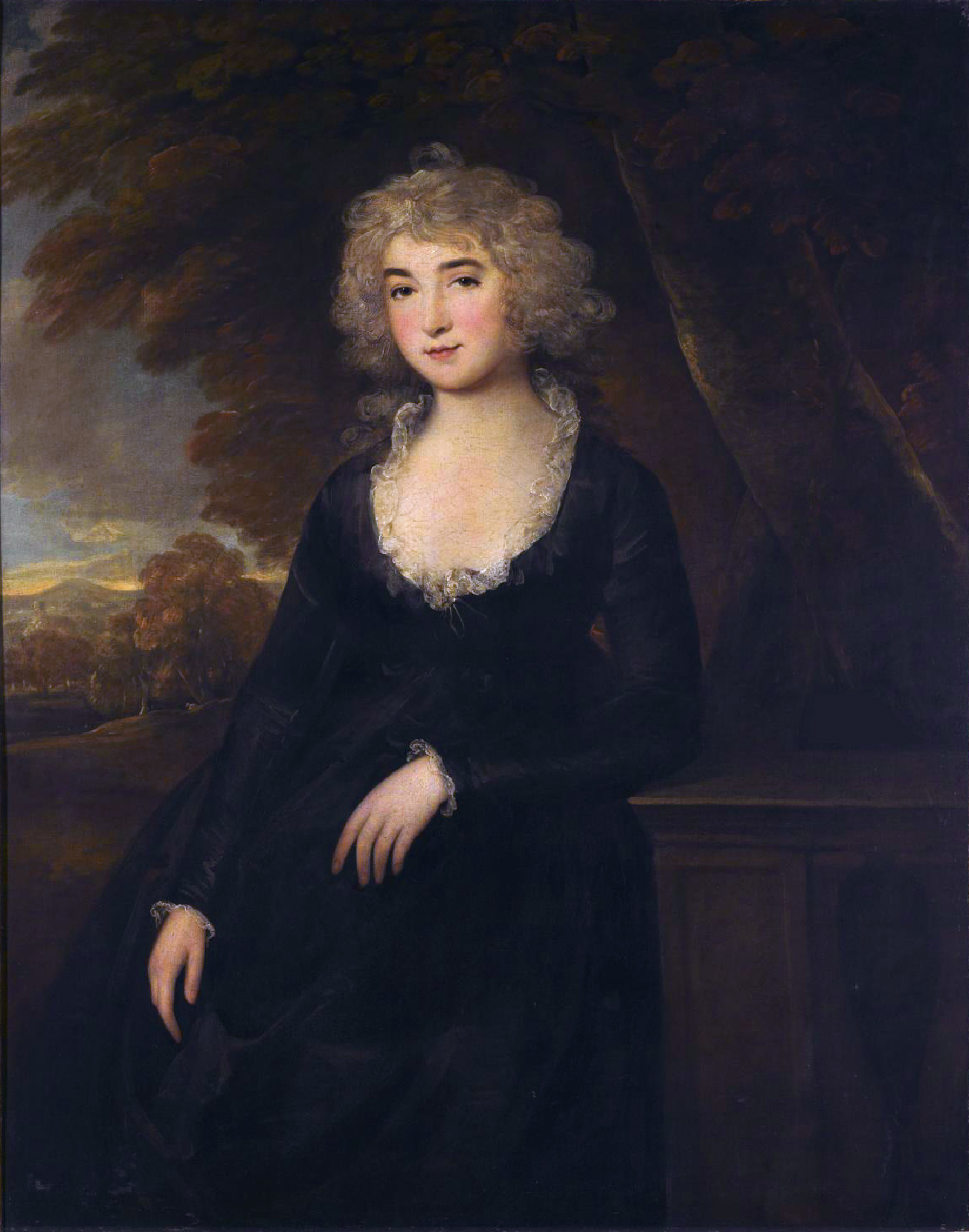
1793年より愛人となったジャージー夫人
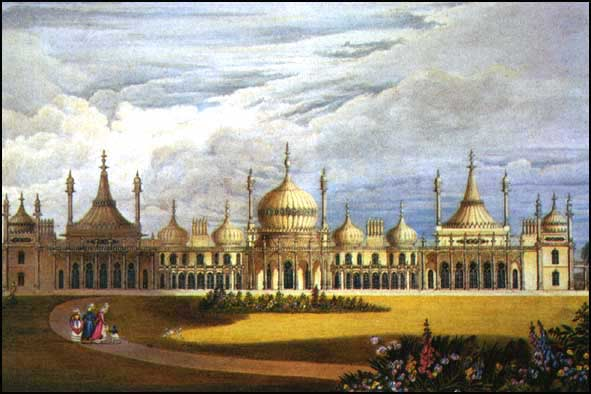
贅を極めた離宮ロイアル・パピリオン
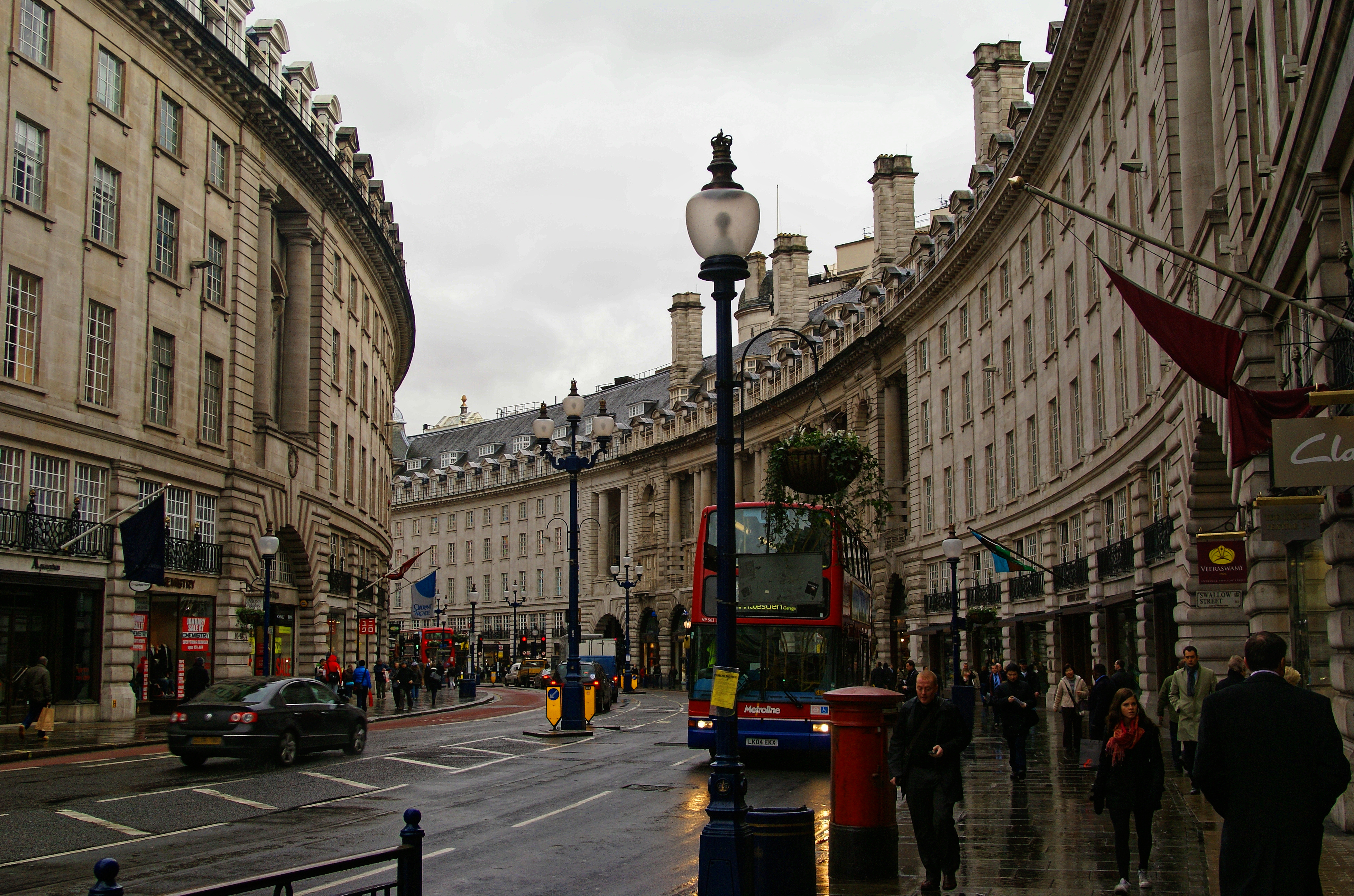
ジョン・ナッシュに命じて整備したリージェント・ストリート
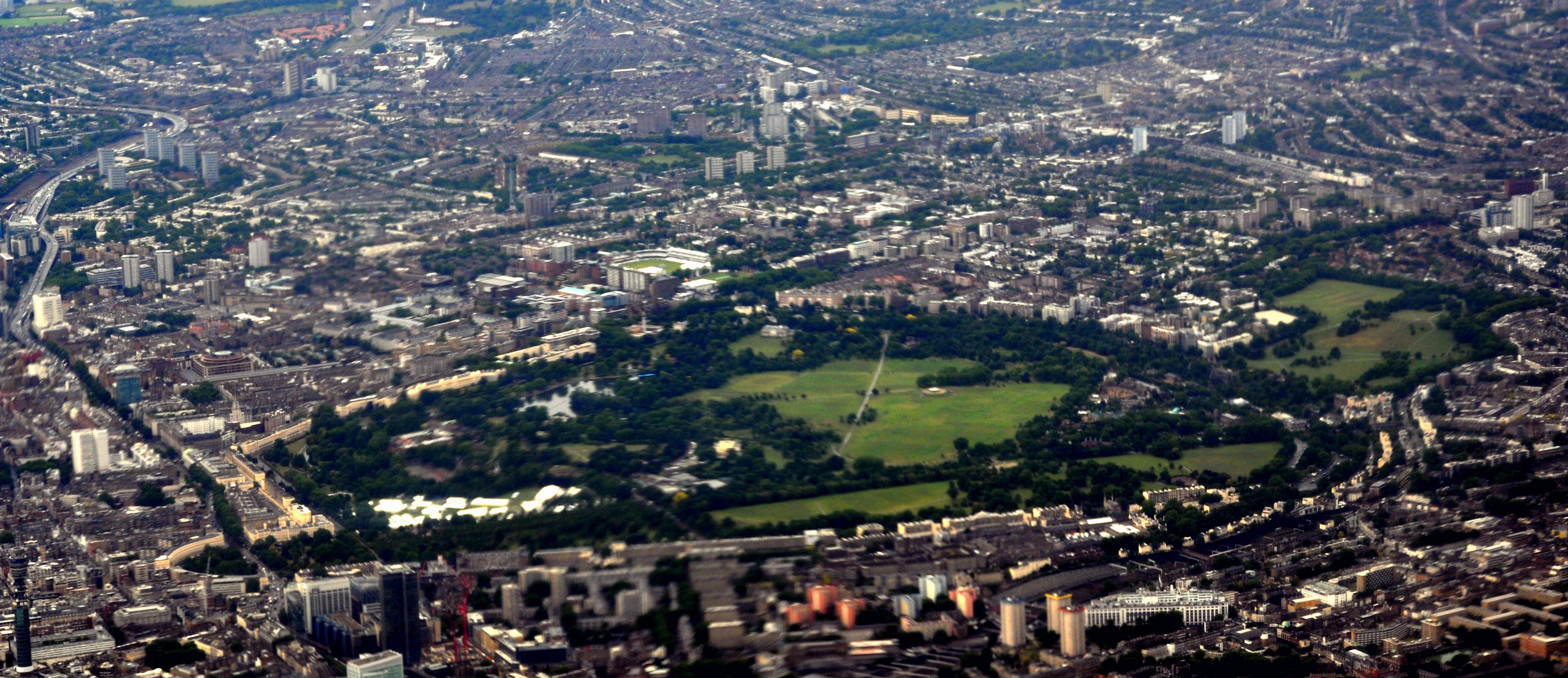
リージェンツ・パーク。1811年に土地を貴族から買い戻しナッシュに宮殿予定地として整備を命じた。1845年に公園として完成。
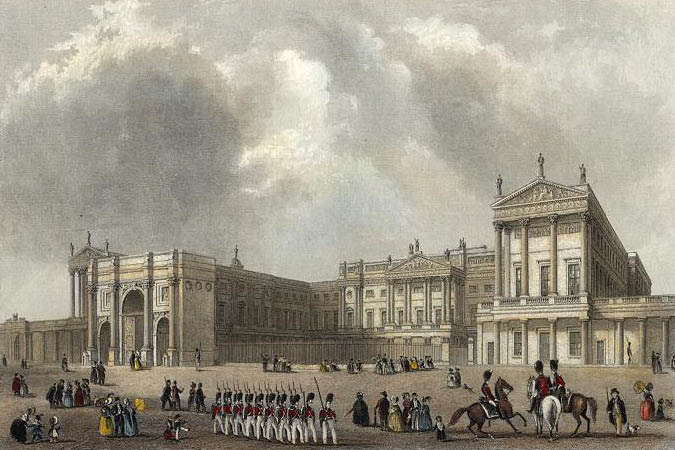
1837年のバッキンガム宮殿。ルネッサンス様式の煉瓦造りの邸宅をフランスネオクラシック様式の大宮殿に改装するよう1825年にナッシュに命じた。